# Julien Watrin
Julien Watrin (Saint-Mard, 27 juni 1992) is een Belgische atleet. Hij is gespecialiseerd in de sprint. Vanaf 2017 is hij zich ook gaan richten op de 400 m horden. Hij werd op vier verschillende nummers Belgisch kampioen.

## Loopbaan
Watrin begon zijn loopbaan op de 100 en 200 m. Hij was op de 100 m finalist op de wereldkampioenschappen voor junioren in 2010 en veroverde op dat nummer in 2012 zijn eerste Belgische titel.
Vanaf 2014 legt Watrin zich vooral toe op de 400 m. In de Nacht van de Atletiek kwalificeerde hij zich met een persoonlijk record van 45,73 s ruim voor deelname aan de Europese kampioenschappen in Zürich. Op de Belgische kampioenschappen verbeterde hij dat record nog tot 45,68 s. Samen met de drie broers Borlée werd hij begin 2015 Europees kampioen indoor op de 4 x 400 m met een Europees record.
Begin 2017 besloot Watrin de focus te verleggen naar de 400 m horden.

### Clubs
Watrin is aangesloten bij AC Dampicourt.

## Kampioenschappen

### Internationale kampioenschappen
| Onderdeel | Titel                   | Jaar             |
| --------- | ----------------------- | ---------------- |
| 4 x 400 m | Wereldindoorkampioen    | 2022             |
| 4 x 400 m | Europees kampioen       | 2016             |
| 4 x 400 m | Europees indoorkampioen | 2015, 2019, 2023 |
| 4 x 400 m | Europees kampioen U23   | 2013             |

### Belgische kampioenschappen
Outdoor
| Onderdeel    | Jaar |
| ------------ | ---- |
| 100 m        | 2012 |
| 200 m        | 2020 |
| 400 m        | 2016 |
| 400 m horden | 2019 |

Indoor
| Onderdeel | Jaar |
| --------- | ---- |
| 400 m     | 2022 |

## Persoonlijke records
Outdoor
| Onderdeel    | Prestatie    | Datum            | Plaats             |
| ------------ | ------------ | ---------------- | ------------------ |
| 100 m        | 10,39 s      | 3 juli 2010      | Mannheim           |
| 200 m        | 20,80 s      | 21 juli 2013     | Brussel            |
| 300 m        | 32,47 s      | 16 juli 2014     | Naimette-Xhovémont |
| 400 m        | 45,56 s      | 14 augustus 2021 | La Chaux-de-Fonds  |
| 110 m horden | 13,97 s      | 19 juni 2024     | Luik               |
| 400 m horden | 48,66 s (NR) | 2 september 2022 | Brussel            |

Indoor
| Onderdeel   | Prestatie       | Datum            | Plaats           |
| ----------- | --------------- | ---------------- | ---------------- |
| 60 m        | 6,85 s          | 6 maart 2010     | Dour             |
| 200 m       | 20,90 s         | 19 februari 2023 | Gent             |
| 400 m       | 45,44 s (ex-NR) | 4 maart 2023     | Istanbul         |
| 60 m horden | 7,88 s          | 28 januari 2023  | Louvain-la-Neuve |

## Palmares

### 60 m
- 2011:  BK AC indoor – 6,88 s

### 100 m
- 2009:  EJOF in Tampere – 10,82 s
- 2010: 7e WK U20 in Moncton – 10,56 s
- 2012:  BK AC – 10,47 s
- 2013:  BK AC – 10,55 s

### 200 m
- 2009:  EJOF in Tampere – 21,06 s
- 2010: 3e in ½ fin. WK U20 in Moncton – 21,12 s (w)
- 2012:  BK AC – 20,90 s
- 2013:  BK AC – 20,80 s
- 2020:  BK AC – 21,15 s
- 2023:  BK indoor AC – 20,90 s
- 2023:  BK AC – 21,33 s

### 400 m
- 2014:  BK AC – 45,68 s
- 2014:  EK landenteams – 46,57 s (België eindigde 9e)
- 2014: 23e in serie EK in Zürich – 46,31 s
- 2016:  BK AC – 45,73 s
- 2016: 6e in ½ fin. EK in Amsterdam – 45,76 s
- 2019:  BK indoor AC – 47,21 s
- 2022:  BK indoor AC – 46,15 s (NR)
- 2023:  EK indoor in Istanboel – 45,44 s (NR)
- 2025:  BK indoor AC – 46,75 s

### 400 m horden
- 2019:  BK AC – 49,92 s
- 2022:  FBK Games - 49,47 s

### 4 x 100 m
- 2009:  EJOF in Tampere – 41,69 s
- 2010: 5e in serie WK U20 in Moncton – 40,43 s

### 4 x 400 m
- 2013:  EK U23 in Tampere – 3.04,90
- 2014: 9e (1e in B-fin.) IAAF World Relays in Nassau - 3.02,97 (in reeks 3.02,79)
- 2014:  Europese teamkampioenschappen – 3.04,93
- 2014: 7e EK in Zürich – 3.02,60
- 2015:  EK indoor in Praag – 3.02,87 (AR)
- 2015:  IAAF World Relays in Nassau – 2.59,33 (NR)
- 2016:  EK in Amsterdam – 3.01,10
- 2016: 4e OS in Rio de Janeiro – 2.58,52 (NR)
- 2017:  EK indoor - 3.07,80
- 2017: 10e (2e in B-fin.) IAAF World Relays in Nassau - 3.07,14 (in reeks 3.05,45)
- 2019:  EK indoor in Glasgow - 3.06,27
- 2019:  IAAF World Relays in Yokohama[2]
- 2019:  WK in Doha - 2.58,78[3]
- 2022:  WK indoor in Belgrado – 3.06,52
- 2022:  WK in Eugene - 2.58,72
- 2022:  EK in München – 2.59,49
- 2023:  EK indoor in Instanbul – 3.05,83
- 2023: 5e in serie WK in Boedapest - 3.00,33
- 2025:  EK indoor – 3.05,18

### 4 x 400 m gemengd
- 2019: 8e IAAF World Relays in Yokohama - 3.25,74
- 2025:  EK indoor - 3.16,19

## Onderscheidingen
- 2010: Gouden Spike voor beste mannelijke belofte